# 45-мм батальонная гаубица образца 1929 года

## История
Создание малокалиберной артиллерии в РККА привело к созданию малокалиберных гаубиц.
Проектирование 45-мм пушки ММ системы Лендера было начато в 1923 году в АКБ КОСАРТОПа (комиссии по особым артиллерийским опытам). 25 сентября 1925 года с заводом «Красный Путиловец» был заключён договор на изготовление опытного образца 45-мм пушки ММ Лендера. Орудие было закончено в начале 1927 года. «ММ» означает «Малой Мощности». Орудие «БМ», то есть «большой мощности», также было создано — предполагалось, что при том же калибре и использовании тех же снарядов бо́льший заряд пороха позволит этому орудию эффективно бороться с танками. Однако быстрое развитие бронетехники сделало этот проект неперспективным.
45-мм пушка ММ системы Лендера получила официальное название «45-мм батальонная гаубица обр. 1929 г.». К началу 1930 года АУ заказало 130 45-мм батальонных гаубиц обр. 1929 г. Всего в 1931—1932 годах было сдано около 100 45-мм гаубиц.
Несмотря на небольшое число изготовленных 45-мм гаубиц, они принимали участие в Великой Отечественной войне. В 1942 году для них были даже выпущены новые таблицы стрельбы.

## Испытания
Она была выпущена и прошла испытания. После чего было заказано 130 гаубиц, из которых были выпущены 100

## Конструкция
Ствол 45-мм пушки ММ системы Лендера был скреплён кожухом. Затвор вертикальный клиновой, с ¼ автоматики. Тормоз отката пушки гидравлический, накатник пружинный. Станины станка раздвижные. Первоначально по проекту пушка не имела щита.

### Длина ствола
26 калибров

## Боевое применение и сохранившиеся экземпляры
Полученные войсками 100 орудий были отправлены в несколько стрелковых дивизий, после чего их следы теряются. Но есть данные о применении этих орудий в Великой Отечественной войне. Сохранился один экземпляр в Военно-историческом Музее артиллерии, инженерных войск и войск связи